# Lorgues
Lorgues é uma comuna francesa na região administrativa da Provença-Alpes-Costa Azul, no departamento de Var. Estende-se por uma área de 64,37 km². Em 2010 a comuna tinha 9 289 habitantes (densidade: 144,3 hab./km²).